# 서운면
| 시기        | 인구    | 세대수 | 세대당 인구 | 남    | 여    | 비율 |
| ----------- | ------- | ------ | ----------- | ----- | ----- | ---- |
| 2008년 12월 | 3,290명 | 1,661  | 2.49        | 2,178 | 1,957 | 1.11 |
| 2009년 12월 | 4,054   | 1,663  | 2.44        | 2,151 | 1,903 | 1.13 |
| 2010년 12월 | 4,030   | 1,712  | 2.35        | 2,131 | 1,899 | 1.12 |
| 2011년 12월 | 3,959   | 1,713  | 2.31        | 2,106 | 1,853 | 1.14 |
| 2012년 12월 | 3,962   | 1,742  | 2.27        | 2,099 | 1,863 | 1.13 |
| 2013년 12월 | 3,919   | 1,730  | 2.27        | 2,081 | 1,838 | 1.13 |
| 2014년 12월 | 3,878   | 1,725  | 2.25        | 2,062 | 1,816 | 1.14 |
| 2015년 12월 | 3,853   | 1,746  | 2.21        | 2,048 | 1,805 | 1.13 |
| 2015년 12월 | 3,853   | 1,746  | 2.21        | 2,048 | 1,805 | 1.13 |
| 2016년 12월 | 3,848   | 1,778  | 2.16        | 2,047 | 1,801 | 1.14 |
| 2017년 12월 | 3,769   | 1,771  | 2.13        | 2,004 | 1,765 | 1.14 |
| 2018년 12월 | 3,621   | 1,747  | 2.07        | 1,919 | 1,702 | 1.13 |
| 2019년 12월 | 3,456   | 1,693  | 2.04        | 1,822 | 1,634 | 1.12 |
| 2020년 12월 | 3,383   | 1,697  | 1.99        | 1,780 | 1,603 | 1.11 |
| 2021년 12월 | 3,299   | 1,684  | 1.96        | 1,744 | 1,555 | 1.12 |

서운면(瑞雲面)은 대한민국 경기도 안성시의 면이다.

동쪽으로는 금광면 및 충청북도 진천군 백곡면, 서쪽으로는 미양면, 남쪽으로는 충청남도 천안시 서북구 입장면, 북쪽으로는 미양면 및 안성시도심권이 인접해있다.

## 개요
1413년 조선 태종 13년 충청도에서 경기도로 편입하고, 현재 신촌리, 양촌리, 동촌리, 인리를 덕곡면으로, 중리, 신기리, 신능리, 오촌리를 기촌면으로, 산평리, 북산리, 청용리, 신흥리를 입장면으로, 현매리, 송정리, 송산리를 송죽면으로 칭했다.
- 1914년 조선총독부령에 의거 덕곡, 기촌, 입장, 송죽면 등 4개면 행정구역을 통폐합하여 서운면으로 개칭하였다.
- 1998년 4월 1일 안성군이 안성시로 승격됨에 따라 서운면 중리마을이 안성2동으로 편입
- 1999년 4월 20일 인리 중동 마을에서 방아동이 분리
- 2006년 10월 12일 양촌리 서양촌 마을이 서양촌과 남양촌 마을로 분리[1]

## 행정 구역
- 신기리(新基里)
- 신능리(新陵里)
- 신흥리(新興里)
- 신촌리(新村里)
- 오촌리(梧村里)
- 동촌리(東村里)
- 양촌리(陽村里)
- 송산리(松山里)
- 송정리(松井里)
- 현매리(賢梅里)
- 북산리(北山里)
- 산평리(山坪里)
- 청룡리(靑龍里)
- 인리(仁里)

## 교육
- 서운초등학교
- 산평초등학교
- 현매초등학교
- 서운중학교

## 관광
- 바우덕이 묘
- 서운산성
- 청룡사
- 청룡호수